# Łukasz Kohut
Łukasz Kohut   (Katowice, 10 de setembre de 1982) és un polític polonès del partit Nova Esquerra que exerceix com a diputat al Parlament Europeu des de les eleccions de 2019.
Al parlament, Kohut ha estat membre del Comitè d'Indústria, Recerca i Energia, del Comitè de Llibertats Civils, Justícia i Afers Interiors (2020) i del Comitè d'Investigació per l'ús de Pegasus i programari espia (2022).
A més de les seves tasques de comissió, Kohut forma part de les delegacions del Parlament al Comitè Parlamentari d'Estabilització i Associació UE-Sèrbia, per a les relacions amb Suïssa i Noruega, a la Comissió Parlamentaria Conjunta UE-Islàndia i al Comitè Conjunt de l'Espai Econòmic Europeu. També és membre de l'Intergrup del Parlament Europeu sobre el Sàhara Occidental i de l'Intergrup del Parlament Europeu sobre les minories tradicionals, les comunitats nacionals i les llengües.